# Kmiotek (tygodnik)
Kmiotek. Tygodnik ilustrowany dla ludu – tygodnik wydawany w Warszawie w latach 1842–1850 i 1860–1866 nakładem Michała Glücksberga.
Pierwszego Kmiotka (tygodnik) redagował w latach 1842–1850 w Warszawie Paweł Eustachy Leśniewski, z zawodu nauczyciel. Pismo upadło po ośmiu latach. Drugi był wydawany początkowo przez Jana Kantego Gregorowicza, a od 1861 roku przez Władysława Ludwika Anczyca. Do autorów materiałów w Kmiotku należał m.in. Mateusz Gralewski.
Pismo było kierowane do społeczności wiejskiej. Charakteryzowało się silnym akcentem moralizatorsko-patriotycznym. Jego przesłaniem było budzenie poczucia polskości wśród ludu. Zawierało przede wszystkim artykuły o tematyce religijnej i moralnej, ponadto artykuły o historii Polski i Litwy, materiały edukacyjne na tematy rolnicze, oraz literaturę piękną: opowiadania, wiersze, bajki, zbiory przysłów itp. Pismo było prenumerowane przez szkoły elementarne.
Pismo nie miało nic wspólnego z pismem dla ludu wychodzącym w latach 1842–1850, również w Warszawie, pod tym samym tytułem, wydawanym przez Samuela Orgelbranda.